# 1999 (Princeov album)
1999 je peti studijski album američkog glazbenika Princea. Objavila ga je diskografska kuća Warner Bros. Records na dan 27. listopada 1982. Izlaskom ovog albuma Prince postaje poznatiji široj javnosti zahvaljujući hitovima poput "Little Red Corvette", "1999" i "D.M.S.R.". 1999 je prvi Princeov album koji se popeo među prvih 10 albuma Billboardove ljestvice Billboard 200. Kritičarima se svidio i do danas ga se smatra jednim od najbitnijih albuma 20. stoljeća.

## Popis pjesama
| 1. | »1999«                | 6:15 |
| 2. | »Little Red Corvette« | 5:03 |
| 3. | »Delirious«           | 4:00 |

| 1. | »Let's Pretend We're Married« | 7:21 |
| 2. | »D.M.S.R.«                    | 8:17 |

| 1. | »Automatic«                                 | 9:28 |
| 2. | »Something in the Water (Does Not Compute)« | 4:02 |
| 3. | »Free«                                      | 5:08 |

| 1. | »Lady Cab Driver«                    | 8:19 |
| 2. | »All the Critics Love U in New York« | 5:59 |
| 3. | »International Lover«                | 6:37 |